# Léo d'Orfer
Léo d'Orfer, né le 5 décembre 1859 à Gabriac, Aveyron et mort le 2 avril 1924 dans le 14e arrondissement de Paris, est un écrivain, poète et journaliste littéraire français, lié au mouvement symboliste, créateur de nombreuses revues.

## Biographie
Né Marius Joseph André Pouget dans une famille de cultivateurs originaire de Gabriac dans l'Aveyron, il fait ses premières armes sous le nom de Léo d'Orfer dans la presse littéraire du Sud-Ouest, au Rossignol, publié par Edward Sansot à Aignan (août 1882 - mars 1883) : il est alors le correspondant de cette revue gersoise en Algérie à Tébessa.
Monté à Paris, il lance en novembre 1883 Le Capitan, un journal illustré littéraire, avec Firmin Bouisset pour la partie artistique. Il reste propriétaire du titre jusqu'en 1886, tandis qu'on y croise Alfred Vallette, Émile Boivin, Léon Cladel, Rachilde, Marie Krysinska, Jean Moréas.
Il fonde en 1884 la Librairie européenne avec un certain Vidal au 21 avenue des Gobelins. Il est l'administrateur entre autres des Tâches d'encre, le premier périodique de Maurice Barrès, et où l'on croise Victor-Émile Michelet, Stanislas de Guaita et Henri Beauclair.
Fin 1886, Félix Fénéon, déjà, remarque que Léo d'Orfer est un « publiciste erratique, grandiloquent et halluciné. Le Warvick à la fois et le Saltabadil des petits périodiques de lettres. Par lui ils naissent et meurent »,. Car dans l'intervalle, il est passé, signant sous les noms de Vir et d'A. Pouget, par la rédaction du Scapin, aux côtés d'Émile-Georges Raymond en remplacement d'Édouard Dubus, puis de La Grande revue encyclopédique illustrée, et enfin, à partir d'avril, de La Vogue qu'il fonde avec Gustave Kahn, dont un des premiers numéros révèle au public le poète, alors oublié, Arthur Rimbaud (avec « Les premières communions »), aux côtés de Paul Verlaine, Stéphane Mallarmé ou encore Jean Moréas et Jules Laforgue, et où l'on trouve les premiers vers libres.
En 1887, Léo d'Orfer lance la Revue de Paris, mais Arsène Houssaye ayant déposé le titre, c'est un échec sur le plan juridique, un seul numéro paraît. L'année suivante, dépité, il fonde une nouvelle revue, La Grande Correspondance, qui édite le premier ouvrage de Jules Renard, Crime au village, publié aux frais de l'auteur, mais là encore, l'opération éditoriale tourne court.
D'Orfer collabore encore au Décadent d'Anatole Baju (septembre 1886), puis à La Décadence (dont il est brièvement le gérant), avant de se faire relativement plus discret au cours de la décennie suivante. 
Marié le 6 mars 1889 dans le 5e arrondissement de Paris à Marguerite Lucile Aurélie Neveu, il est le père de Germaine Pouget (1893-1980) qui fut la dernière compagne de Paul Fort.
Il voyage en Serbie au début de la Première Guerre mondiale.
Il meurt le 2 avril 1924 à Paris 14e, à l'âge de 64 ans.

## Écrits
- L'Aviation à travers les ages. Précis historique et anecdotique illustré, Paris, Vendel, 1912.
- Chants de guerre de la Serbie. Étude, traduction, commentaires, Paris, Payot, 1916, prix Langlois de l’Académie française en 1918.
- L'Épopée serbe, Paris, Rouff, collection « Patrie » (n° 28), [1917].
- Le Pogrom antislovène à Trieste [4 août 1919], Courbevoie, La Cootypographie, [1919].
- [préfacier], Horace Raisson et Auguste Romieu (1827), Code gourmand, Paris, Eugène Figuière, 1923.